# أليساندرو باسولي
أليساندرو باسولي (بالإيطالية: Alessandro Bassoli)‏ (19 يونيو 1990 ببولونيا في إيطاليا - ) هو لاعب كرة قدم إيطالي في مركز الدفاع. لعب مع كييفو فيرونا ونادي بولونيا ونادي كريمونيسي ونادي مودينا ونادي سودتيرول وASD Città di Foligno 1928 ‏.